# قرش مخطافي الأسنان
قرش مخطافي الأسنان (الاسم العلمي Chaenogaleus macrostoma) سمك قرش من فصيلة أسماك قرش أبناء عرس، وهو النوع الوحيد المتبقي من جنس Chaenogaleus، وهناك نوع منقرض يدعى Chaenogaleus affinis. تم العثور على سمك القرش مخطافي الاسنان في منطقة المحيط الهادي الهندي الاستوائية بين خطوط العرض 30 ° N و 10 ° S، بما في ذلك الخليج العربي وباكستان والهند وسريلانكا وسنغافورة وتايلاند وفيتنام والصين وتايوان وجاوة وسولاويزي في إندونيسيا، من السطح إلى عمق 59 مترا. يمكن أن يصل طوله إلى متر واحد.